# 麻田雅文
麻田 雅文（あさだ まさふみ、1980年 - ）は、日本の歴史学者。専門はロシア / ソ連と東アジア（満洲・中国・日本）の近現代史、国際関係史。成城大学法学部教授。

## 略歴
東京都生まれ。2003年学習院大学文学部史学科卒業。2006年北海道大学大学院文学研究科歴史地域文化学専攻（スラヴ社会文化論）修士課程を修了、2011年、同博士課程修了、博士（学術）（博士論文論題は「中東鉄道経営史：ロシアと「満洲」、1896 - 1935年」）。同年、博士論文を対象とする第10回アジア太平洋研究賞（井植記念賞）を受賞。
日本学術振興会特別研究員を経て、2012年ジョージ・ワシントン大学エリオットスクール客員研究員となる。2013年10月から2015年3月まで、東北大学東北アジア研究センター教育研究支援者。2015年岩手大学人文社会科学部准教授、2025年成城大学法学部教授。
専門はロシアと東アジアの近現代史、近現代の日露中関係史、東アジア国際政治史。
シベリア抑留など人権を顧みないロシアの戦い方について「ロシアが各地で繰り返す『戦争の文化』で、現在のウクライナ戦争でも顕著」としている。
2013年『中東鉄道経営史』にて第8回樫山純三賞（学術書賞）を受賞。2024年12月に『日ソ戦争』で第28回司馬遼太郎賞を受賞。また、同書が新書大賞2025にて2位に入賞、2025年6月に第26回読売・吉野作造賞を受賞。

## 著作等

### 単著
- 『中東鉄道経営史――ロシアと「満洲」1896-1935』名古屋大学出版会、2012年。 ISBN 978-4815807115
- 『満蒙――日露中の「最前線」』講談社〈選書メチエ〉、2014年 ISBN 978-4062585835
- 『シベリア出兵――近代日本の忘れられた七年戦争』中央公論新社〈中公新書〉、2016年。ISBN　978-4-12-102393-3
- 『日露近代史――戦争と平和の百年』講談社現代新書、2018年。ISBN　978-4-06-288476-1
- 『蔣介石の書簡外交――日中戦争、もう一つの戦場』上・下巻、人文書院、2021年。 上巻：ISBN 978-4-409-51088-9　下巻：ISBN 978-4-409-51089-6
- 『日ソ戦争――帝国日本最後の戦い』中公新書、2024年。 ISBN 978-4-121-02798-6

### 共編著
- 編集『ソ連と東アジアの国際政治 1919-1941』酒井哲哉序文、みすず書房、2017年。ISBN　978-4-622-08570-6
- （野中郁次郎・戸部良一・河野仁共著）『知略の本質――戦史に学ぶ逆転と勝利』日本経済新聞出版社、2019年。ISBN　978-4-532-17676-1

### 解説
- （スチュアート・D・ゴールドマン著・山岡由美訳）『ノモンハン 1939――第二次世界大戦の知られざる始点』みすず書房、2013年。ISBN　978-4-622-07813-5